# スイス国鉄Te III形電気機関車
スイス国鉄TeIII形電気機関車（スイスこくてつTeIIIがたでんききかんしゃ）は、スイスのスイス連邦鉄道（SBB: Schweizerische Bundesbahnen 、スイス国鉄）で使用される入換用電気機関車である。

## 概要
スイス国鉄では、1905年に交流15kV 50Hzで、1906年および1907年に交流15kV 15Hzでの電化の試験が行われたが、その後本格的な電化はベルン-レッチュベルク-シンプロン鉄道やレーティッシュ鉄道からは若干遅れて1919年のベルン - トゥーン間から本格的に始まり、1920年代には主要幹線について急速に電化が進んでいった。一方、主要駅における入換用の機関車についても従来は蒸気機関車が主力で、1910-20年代にF2/2 51形やEa2/2 32形といった蓄電池機関車が工事用なども兼ねて一部運用されている状況であったが、駅や操車場構内の電化の進展に伴い、1920-30年代以降入換用の機関車にも電気機関車が導入され始め、入換用の電気機関車であるEe3/4形やEe3/3形と並行して、より小型で、機関士ではなく入換要員が運転操作をする「入換用トラクター」に分類されるTeI形、TeII形、TeIII形機関車が導入されていた。入換用トラクターでは他のスイス機関車と異なり、I、II、III等の分類は形式別ではなく定格出力の分類に使用され、電気機関車ではTeI形は90kW級、TeII形は120-140kW級、TeIII形は250kW級の分類となっており、入換用電気トラクターの最大クラスであるTeIII形はいずれも低圧タップ切換制御により最大牽引力36kNを発揮する小形機であり、以下のシリーズが用意されていた。
- 入換用：TeIII 121-138形（当初形式Te 101-106形）
- 入換用：TeIII 139-179形

また、スイス国鉄唯一の1m軌間の路線であったブリューニック線専用機として以下のシリーズが用意されている。
- 入換用：TeIII 201-203形→Te 171 201-203形

このTeIII 201-203形はブリューニック線の入換用および小列車用として用意されたもので、標準軌用のTeIII 139-179形と類似の形態ではあるが別設計となっており、低圧タップ切換制御により最大牽引力53.3kNを発揮する小形機である。本形式は現在ではブリューニック線が移管されたツェントラル鉄道の所属となり、UIC方式の形式名であるTe 171 201-203形となっている。
本形式はいずれのシリーズの機体も車体、機械部分はSLM、電機部分、主電動機はSAASもしくはMFOがそれぞれ製造を担当し、ロット毎の機番、製造所、SLM製番、製造年、1963年の称号改正前機番は以下のとおりである。
- TeIII 121-138形
  - TeIII 121-126 - SLM/SAAS - 3759-3764 - 1942年 - Te 101-106
  - TeIII 127-129 - SLM/SAAS - 3860-3862 - 1945年 - Te 127-129
  - TeIII 130-132 - SLM/SAAS - 3946-3948 - 1947-48年 - Te 130-132
  - TeIII 133-136 - SLM/SAAS - 3980-3983 - 1949年 - Te 133-136
  - TeIII 137 - SLM/SAAS - 3907 - 1945年 - Te137（1956年にフットヴィル連合鉄道[10]Ce2/2 163号機を購入[11]）
  - TeIII 138 - SLM/SAAS - 3850 - 1944年 - Te 138（1958年にオエンジンゲン-バルシュタル鉄道[12]Ce2/2 101号機を購入）
  - TeIII 187-193 - SLM/MFO - 3908-3914 - 1945年 - TeI 37-43II
- TeIII 139-179形
  - Te 139-178 - SLM/MFO - 4522-4561 - 1965-66年
  - Te 179 - SLM/MFO - 4584 - 1965年（1968年にゼンゼタル鉄道[13]のTe 11号機を購入）
- TeIII 201-203形→Te 171 201-203形
  - TeIII 201-203→Te 171 201-203 - SLM/MFO - 4397-4399 - 1962年

## Te^{III} 121-138形

Te^{III} 125形号機

## TeIII121-138形

### 車体
- 車体はTeII221-236、237-246形と同様の形態で、長さ4380mm、鋼板リベット組立式の板台枠上に後位側に運転室を載せ、前位側に主変圧器等を格納したボンネットを設置、両車端部を床面木張りのデッキとしたものとなっている。
- 運転室は切妻のシンプルなもので、両側面に下落とし式の乗務員窓が、正面にはほぼ正方形の窓が2箇所設置され、後位側正面中央左側にデッキへ通じる窓無しの乗降扉が設置されている。運転室内前位側には手動式のタップ切換器やブレーキハンドルなどが設置されている。運転室屋根は前後に大きく庇が張り出しており、上部に大形のパンタグラフを1基を、その前位側に過電流保護用のフューズを搭載している。また、機体のデッキ端部には手すりが設けられ、デッキ端部フェンスの下部左右2箇所と運転室正面中央に1箇所の前照灯が設置されている。また、連結器は台枠取付のねじ式連結器で、緩衝器が左右に、フックとリンクが中央に設置されている。
- 塗装は、製造時は車体は濃緑色、屋根および屋根上機器、デッキや床下周りがダークグレーの塗装で運転室側面に機番のレタリングが黄色で入るものであった。1950年代前半には車体が赤茶色、手すり類が黄色となり、その後1980年代から90年代にかけて123、125-128、132、138号機の7機が新しいスイス国鉄の標準塗装に変更され、車体が赤で運転室横裾部に"SBB"、"CFF"もしくは"FFS"のロゴとスイス国旗と矢印をデザインしたスイス国鉄のマーク、その下部に形式名と機番がそれぞれ白で入るものとなった。

### 走行機器
- 電気走行時の制御方式は低圧タップ切換制御で、運転室内に設置されたタップ切換器を直接手動で操作することで主電動機電圧を制御することで運転操作を行い、主変圧器はボンネット内中央に設置している。主変圧器は列車暖房用出力を持つもので、スイス一部の機体や、後述する私鉄導入機は車端部に電気暖房引通用の電気連結器を設置している。
- 主電動機は1時間定格出力250kWのSAAS製交流整流子電動機を1台搭載し、1時間定格牽引力36.5kN、最大牽引力71.5kNの性能を発揮するもので、前位側の動輪の内側に吊り掛け式に装荷されて歯車比1:6.67の1段減速で動力を伝達し、後位側の動輪にはサイドロッドで動力が伝達される。また、主電動機は送風機からダクトで送られた冷却気により強制冷却されるほか、各軸に砂撒き装置を装備しており、台枠横各軸内側に砂箱が設置されている。また、動輪2軸は軸距2800mmで車体中心から後位寄りに167.5mmオフセットされており、動輪は直径1040mmのスポーク車輪、軸箱支持方式は軸箱守式、軸バネは重ね板バネである。
- ブレーキ装置は製造当初は手ブレーキのみを装備しており、運転室内のレバーおよびハンドルで、基礎ブレーキ装置として設置されている前後の動輪の踏面ブレーキを作用させるものであったが、私鉄が導入した機体は当初から空気ブレーキ装置付きであり、スイス国鉄機も後年になって追設をしている。

### 主要諸元
- 軌間：1435mm
- 電気方式：AC15kV 16.7Hz 架空線式
- 最大寸法：全長6595mm、全高4515mm（パンタグラフ折畳時）、屋根高3717mm
- 動輪径：1040mm
- 軸距：2800mm
- 自重：28t
- 走行装置
  - 主制御装置：低圧タップ切換制御
  - 主電動機：交流整流子電動機×1台（1時間定格出力：250kW）
  - 減速比：6.67
- 動輪周上出力：250kW（1時間定格、於25.3km/h））
- 牽引力：36.5kN（1時間定格、於25.3km/h）、71.5kN（最大）
- 最高速度：60km/h（自走、被牽引）
- ブレーキ装置：手ブレーキ、空気ブレーキ（追設）

### 運行・廃車
- 製造後は、スイス全国の主要駅に配置されて入換用および事業用として使用されている。なお、トラクターに分類される本機は本線の機関士ではなく、駅の入換要員や保守工事要員が運転操作を行っている。
- 137号機が1968年にエメンタル-ブルクドルフ-トゥーン鉄道[14]へ譲渡されてCe2/2 122号機となったほか、老朽化の進行により1996、97年に各1機が廃車されたのを手始めに本格的に廃車が進み、2001年の127号1機を最後に全車が廃車となっている。なお、各年毎の廃車機番は以下の通り。
  - 1968年 - 137号機
  - 1996年 - 121号機
  - 1997年 - 129号機
  - 1998年 - 124、134号機
  - 1999年 - 125、126、128、132、133号機
  - 2000年 - 122、123、130、131、135、136号機
  - 2001年 - 127号機
- 廃車後は130号機がスイスおよびオーストリアの歴史的車両および貨物列車の運行会社である中央鉄道[15]に譲渡され、その後2008年にはアールガウ州コブレンツの鉄道車両保存団体であるDSF[16]に再度譲渡されて運行されている。

### 同形機

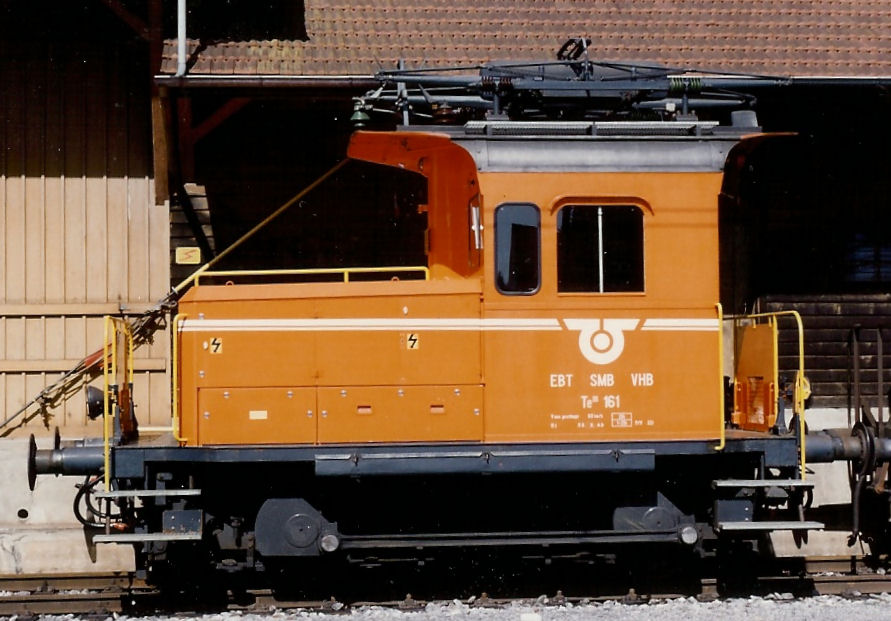
フットヴィル連合鉄道（現BLS AG）のTe^{III} 161号機、運転室側面窓が増設され、ボンネットが改造されている

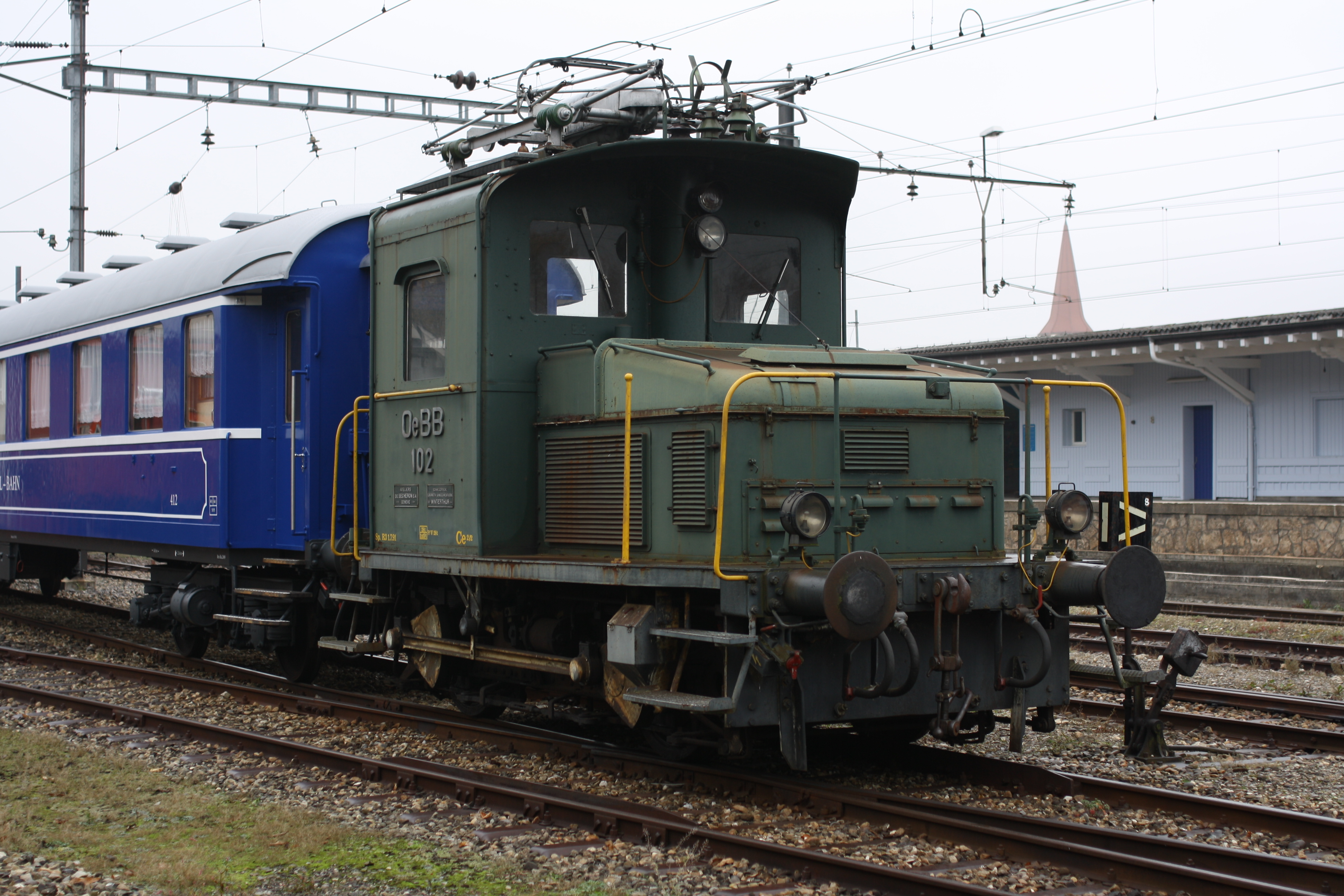
オエンジンゲン-バルシュタル鉄道のCe 2/2 102号機、本線用機として運行されている、2009年、バルシュタル駅

- 本機と同型の機体がスイス各地の私鉄にも導入されており、入換用のTe2/2形もしくは本線の小列車兼用のCe2/2形として運行されている。形態、機構はスイス国鉄機と同一であるが、当初より空気ブレーキ付の機体はブレーキシリンダを動輪間台枠横に設置しているため砂箱設置位置が動輪外側になっていたり、暖房引通用電気連結器が設置されているなどの差異がある機体がある。
- スイス南東鉄道は1943年にTe2/2形31号機として1機を購入しているが、この機体はBiberbrugg-Einsiedeln間での客車列車の牽引に対応した列車用空気ブレーキ装置と列車暖房用引通を装備している。なお、現在ではボンネットが改造されているほか、新しいUIC方式の形式名に変更されてTe216 036号機となっている。
- オエンジンゲン-バルシュタル鉄道では1944年および1947年に空気ブレーキと列車暖房引通を装備したCe2/2形101-103号機の3機を導入して列車の牽引に使用している。このうち101号機は1958年にスイス国鉄へ譲渡され、その後103号機が廃車となり、現在では102号機のみが運行されている。
- フットヴィル連合鉄道では1945年にCe2/2 162-163号機の2機を導入したが、163号機は1956年にスイス国鉄のTeIII 137号機となり、162号機はその後1963年に161号機に改番されている。
- ジュラ鉄道[17]では1952年にCe2/2 1-2号機として2機を導入したが、1969年に2号機が、1971年に1号機がエメンタル-ブルクドルフ-トゥーン鉄道に譲渡されてCe2/2 123-124号機となっている。
- エメンタル-ブルクドルフ-トゥーン鉄道では1945年にCe2/2 161号機として1機を導入し、1963年には121号機に改番しているほか、1968年にはスイス国鉄から譲受した、旧フットヴィル連合鉄道のCe2/2 163号機であったTeIII 137号機をCe2/2 122号機として編入し、ジュラ鉄道から譲受した123-124号機と合わせて計4機を保有していたが、その後Ce2/2 121-124号機は1974年にTeIII 121-124号機に形式変更となり、1999-2000年にはUIC方式のTe216 301-304号機となり、フットヴィル連合鉄道のTe 161号機がTe216 305号機となり、現在では301-304号機が運行されている。なお、両鉄道は1997年にミッテルラント地域交通[18]に統合され、さらに2006年にはBLS AG[19]となっている。
- スイスの郵便公社[20]ではローザンヌ構内の入換用としてスイス国鉄と同型の入換用の機体をTeIII 3号機として1954年に導入しており、現在でも運行されている。

## TeIII139-179形

### 車体
- 車体はTeIII 121-138形からは大きく変更となった、TeII 61-97形と同様の第二世代とも呼べるもので、厚板鋼板組立式の板台枠上の後位側に運転室を載せ、前位側を主変圧器、電動空気圧縮機等を格納したボンネット、両車体端部をデッキとしたものとなっている。
- 運転室屋根は庇が前後に大きく張出したもので、運転室上部に大形のパンタグラフを1基を、その前位側の庇部に過電流保護用のフューズを搭載している。運転室は切妻のシンプルなもので、後位側デッキ部のみ車体端角部を面取りしており、後位側妻面デッキ部に乗務員室扉を設置している。運転室前後正面にはほぼ正方形の窓が2箇所設置され、運転室内に設置されたタップ切換器をハンドルで直接操作することで運転操作を行う。前位側ボンネットは側面がルーバーとなったもので、内部中央に主変圧器が、前端部に電動空気圧縮機や空気タンク等が設置され運転室妻面中央に主変圧器および主電動機冷却気の導入ダクトが設置されている。
- 機体前後端のデッキ端部への昇降ステップには手すりが設けられ、前位側はデッキ端部フェンスの下部左右とボンネット上部中央に、後位側はデッキ端部下部左右と運転室上部中央に前照灯が設置されている。また、連結器は台枠取付のねじ式連結器で、緩衝器が左右に、フックとリンクが中央に設置されている。
- 塗装は、製造時は車体は赤茶色、屋根および屋根上機器、デッキや床下周りがダークグレー、手すり類が黄色の塗装で運転室側面に機番のレタリングが黄色で入るものであった。その後1980年代後半には新しいスイス国鉄の標準塗装に変更され、車体が赤で運転室横に"SBB"、"CFF"もしくは"FFS"のロゴとスイス国旗と矢印をデザインしたスイス国鉄のマーク、その下部に形式名と機番がそれぞれ白で入るものとなったが、早期に廃車された、141、146、147、150、151、158、165、169、172号機のほか、現在でも156、175、177号機が旧塗装のままとなっている。

### 走行機器
- 制御方式はタップ切換制御で、運転室内に設置されたタップ切換器を直接手動で操作することで運転操作を行うもので、主変圧器はボンネット内の中央に設置している。主電動機はTeII 61-97形までは1台搭載で2軸のうち1軸を吊り掛け式の駆動装置で、もう一軸をサイドロッドで駆動する方式であったが、本形式からは2台搭載して各軸を駆動する方式に変更となり、MFO製交流整流子電動機を2台搭載して、最大牽引力67kNの性能を発揮する。
- 台枠は外側台枠式で動輪2は直径950mmのスポーク車輪、軸箱支持方式は軸箱守式、軸バネは重ね板バネとなっており、主電動機は各動軸の内側に吊り掛け式に装荷され、ボンネット内に設けられた送風機からダクトで送られた冷却気により強制冷却される。ブレーキ装置は手ブレーキのほか、製造当初より空気ブレーキを装備しており、運転室内のレバーおよびハンドルで各動輪の両抱式の踏面ブレーキを作用させる。

### 主要諸元
- 軌間：1435mm
- 電気方式：AC15kV 16.7Hz 架空線式
- 最大寸法：全長6640mm
- 動輪径：950mm
- 自重：28t
- 走行装置
  - 主制御装置：低圧タップ切換制御
  - 主電動機：交流整流子電動機×2台
- 動輪周上出力：245kW（1時間定格、於22km/h））
- 牽引力：67kN（最大）
- 最高速度：60km/h
- ブレーキ装置：手ブレーキ、空気ブレーキ

### 運行・廃車
- 製造後はスイス全国の主要駅に配置されて入換用および事業用として使用されている。なお、トラクターに分類される本機は本線の機関士ではなく、駅の入換要員や保守工事要員が運転操作を行っている。
- 1968年にエメンタル-ブルクドルフ-トゥーン鉄道に譲渡されたTeIII137号機の代替としてゼンゼタル鉄道のTe 11号機がスイス国鉄へ譲渡されてTeIII 179号機に編入されている。なお、老朽化の進行により2002年に2機が廃車されたのを手始めに本格的に廃車が進んでおり、各年毎の廃車機番は以下の通りとなっている。
  - 2002年 - 168、169号機
  - 2003年 - 161、165、167号機
  - 2004年 - 145、148、151、158、173号機
  - 2006年 - 141、146、147、155、159、172号機
  - 2007年 - 152、160号機
  - 2009年 - 140号機
- 2010年時点ではスイス国鉄の旅客、貨物の各部門に以下の通り配置されており、177号機はスイス国鉄の歴史的車両であるSBB Historicに指定されてオルテンの入換用として動態保存されている。
  - 旅客部門
    - 144号機 - ジュネーヴ
    - 155、176号機 - ベッリンツォーナ

  - 貨物部門（SBBカーゴ）
    - 139、154、164号機 - チューリッヒ
    - 142、171号機 - ザンクト・ガレン
    - 143、150、162、166 - ビール/ビエンヌ
    - 149、153、156、163、170、175、179号機 - ローザンヌ
    - 171、178号機 - キアッソ
- 廃車後はTeIII 147、155号機が2006年にモルジュ-ビエール-コソネ地域交通[21]に譲渡され、同番号のままモルジュ駅構内の入換用として使用されている。

### 同型機
- スイスの郵便公社ではローザンヌ構内の入換用としてスイス国鉄と同型の入換用の機体をTeIII 5号機として1965年に導入して使用していたが、2009年に廃車となっている。
- ボーデンゼー-トゲンブルク鉄道[22]では1966年にTeIII 35号機として１機を導入しており、2000年に同鉄道がスイス南東鉄道との合併によってスイス南東鉄道へ引き継がれ、現在ではUIC形式のTe216 035-6号機となっている。
- このほか、スイス国内の工場専用線用として1機が導入されて、現在でも使用されている。

## Te^{III} 139-179形

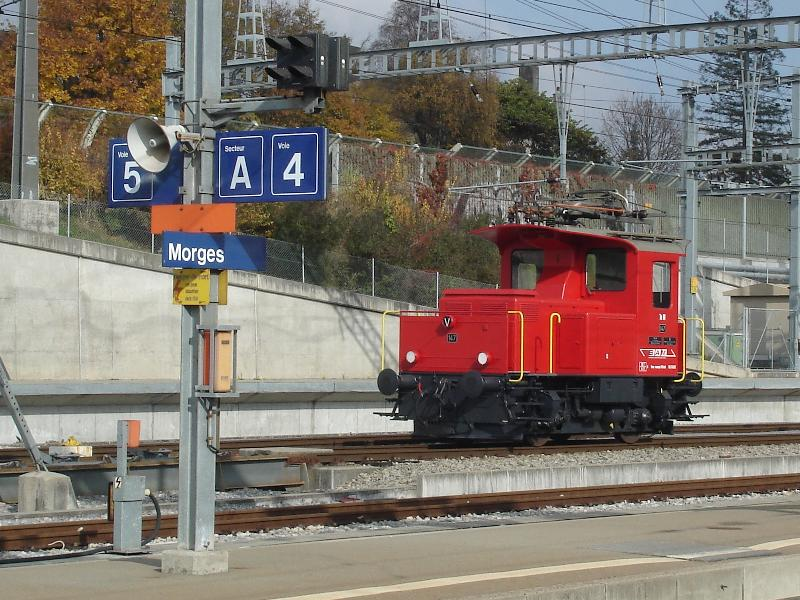
モルジュ-ビエール-コソネ地域交通に譲渡された元スイス国鉄のTe^{III} 147号機、モルジュ駅

## Te^{III} 201-206形→Te 171 201-203形

狭軌用のTe^{III} 203号機、導入当初

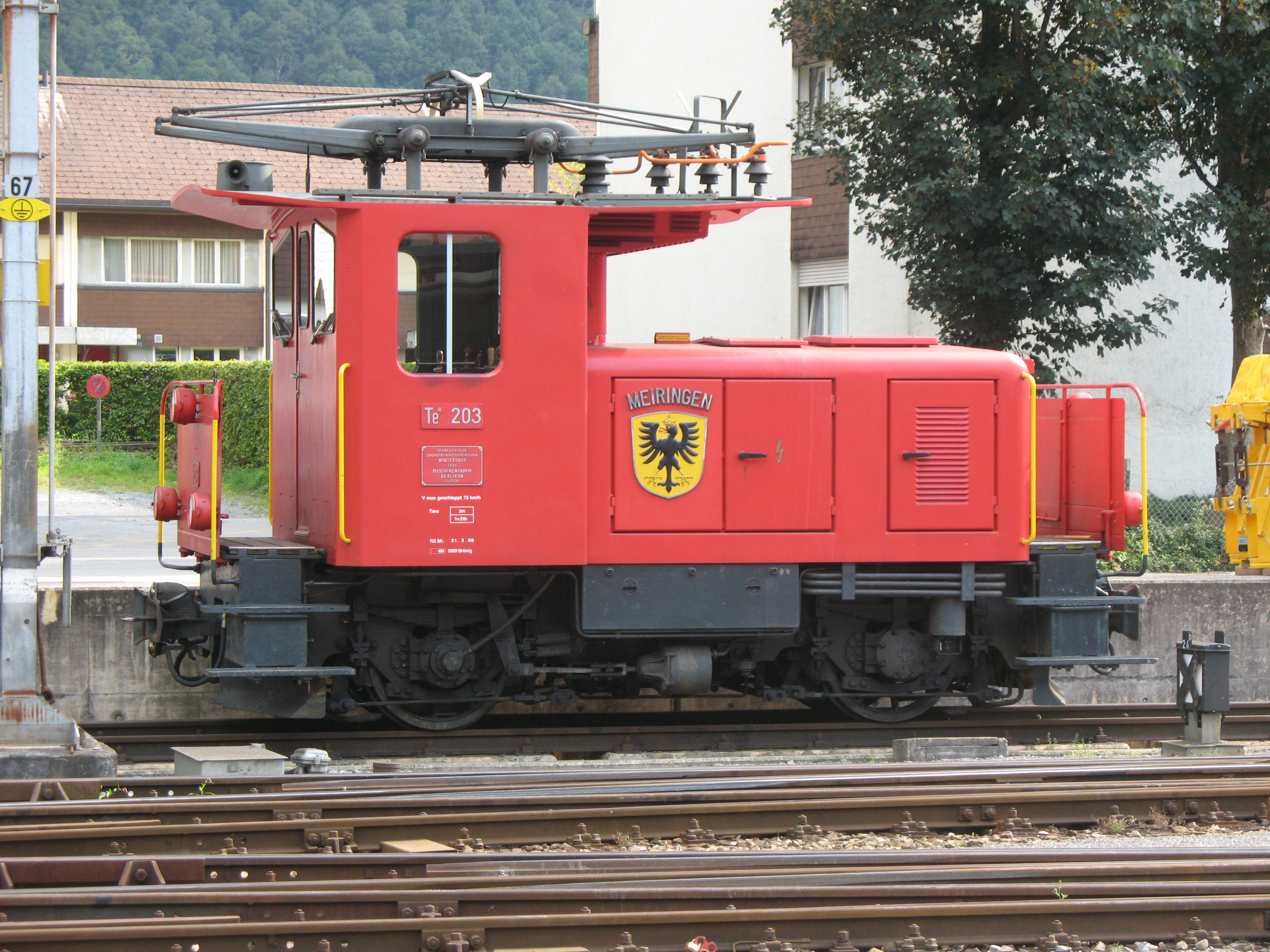
狭軌用のTe^{III} 203号機、本機のみ"MEIRINGEN"の機体名と紋章が付く

## TeIII201-206形→Te 171 201-203形

### 車体
- 車体は標準軌用のTeIII 139-179形と類似の構成で、鋼板溶接組立、板台枠方式の台枠上の後位側に長さ1450mmの運転室を載せ、前位側に長さ2800mmで主変圧器、電動空気圧縮機等を搭載したボンネットを設置し、前後車端部を600mmのデッキとした形態となっている。
- 運転室は切妻で後位側隅部のみ角を落とした形状のシンプルなもので、両側面に下落し式窓が、前後正面には台形の窓が2箇所設置され、後位デッキ側の正面中央に乗務員室扉が、前位側の正面中央には冷却気導入用のダクトがそれぞれ設けられており、屋根は前後に庇が張り出した形態で、運転室上部分に大形のパンタグラフを1基を、ボンネット上部分に過電流保護用のフューズを搭載している。運転室内は前位側にタップ切換器や手ブレーキ、空気ブレーキのハンドルなどの運転機器が設置され、タップ切換器をハンドルで直接操作することで運転操作を行う。機体両端のデッキ端部には手すりが設けられ、デッキ端部フェンスの下部左右2箇所と上部中央に1箇所の前照灯が設置されている。
- 連結器はピン・リンク式連結器とも連結が可能な、+GF+式[23]ピン・リンク式自動連結器を設置している。
- 製造当初は車体が赤茶色であったが、スイス国鉄時代末期には車体は赤、屋根および屋根上機器が銀、デッキや床下周りがダークグレーの塗装で手すり類が黄色、運転室側面および前後デッキのフェンス中央に機番のプレートが設置されているものであった。また、203号機は後年になってMeiringenの機体名が付けられ、ボンネット横に紋章のプレートが設置されている。
- ツェントラル鉄道移管後には車体裾部に同鉄道のマークとロゴが入り、ボンネット裾端部にツェントラル鉄道の筆頭株主であるスイス国鉄のマークとロゴが入るものとなっている。

### 走行機器
- 制御方式はタップ切換制御で、運転室内に設置された10ステップのタップ切換器を直接手動で操作することで運転操作を行うもので、主変圧器はボンネット内の中央に設置している。なお、主変圧器は電気暖房用出力を持つもので、201号機のみ1974年に暖房引通用の電気連結器を両車端に設置している。
- 主電動機はブリューニック線の主力機であったDeh4/6形[24]ラック式電車の粘着駆動用台車に搭載されるものと同一のMFO製交流整流子電動機を1時間定格出力130kWとしたものを2台搭載し、1時間定格牽引力27.5kN、最大牽引力53.3kNの性能を発揮する。
- 台枠は外側台枠式で動輪2軸は軸距2600mm、動輪は直径900mmのスポーク車輪、軸箱支持方式は軸箱守式、軸バネは重ね板バネとなっており、主電動機は各動軸の内側に吊り掛け式に装荷され、ボンネット内に設けられた送風機からダクトで送られた冷却気により強制冷却される。ブレーキ装置は手ブレーキおよび空気ブレーキを装備しており、運転室内のレバーおよびハンドルで各動輪の両抱式の踏面ブレーキを作用させる。

### 主要諸元
- 軌間：1000mm
- 電気方式：AC11kV 16.7Hz 架空線式
- 最大寸法：全長6050mm、全幅2650mm、全高3885mm（パンタグラフ折畳時）、屋根高3200mm
- 動輪径：900mm
- 軸距：2600mm
- 自重：25.3t（機械部分、電機部分、油、砂等）
- 走行装置
  - 主制御装置：タップ切換制御式
  - 主電動機：交流整流子電動機×2台（1時間定格出力：130kW）
  - 減速比：5.308
- 牽引力：27.5kN（1時間定格、於33.5km/h）、53.3kN（最大）
- 最高速度：60km/h（自走）、75km/h（被牽引）
- ブレーキ装置：手ブレーキ、空気ブレーキ

### 運行
- ブリューニック線は全長74.0km、高度差566m、最急勾配120パーミルでルツェルン-インターラーケン間を結ぶ山岳路線であり、スイス国鉄の唯一の1m軌間の路線であった。
- 製造後は201号機がルツェルン、202号機がギスヴィール、203号機がマイリンゲンの各駅に配置され入換用に使用されていたほか、マイリンゲン - ブリエンツ間など粘着区間での区間小貨物列車の牽引にも使用されていた。
- ブリューニック線は2005年1月1日にツェントラル鉄道へ移管されて本形式も同鉄道の所属となり、引続きルツェルン、ギスヴィール、マイリンゲンの各駅で使用されているが、形式名がUIC方式のTe171 201-203号機に変更となっている。